# 五味均平
五味 均平（ごみ きんぺい、1877年10月 - 1924年4月14日）は、日本の官僚。

## 略歴
長野県諏訪郡境村小六（現富士見町）に生まれ、第三高等学校から東京帝国大学法科大学を1906年卒業。高等官行政科1908年（明治41年）合格。1907年宮内省入省、御料局配属・帝室会計審査官補から、宗秩寮・図書寮・諸陵寮・帝室林野局事務官兼宮内事務官・法制局参事官を歴任。従四位勲四等。
東京市本郷区（現東京都文京区）駒込曙町の自邸で病気療養中の1924年4月14日午前0時10分死去。享年48。墓所は護国寺共葬墓地。自著等の蔵書の一部は、没後の1929年に早稲田大学が購入、現在同図書館が保有している。

## 栄典
- 1921年（大正10年）7月1日 - 第一回国勢調査記念章[1]